# Mickey Mouse Clubhouse+
Mickey Mouse Clubhouse+ (Nederlands: Mickey Mouse Clubhuis+) is een kinderprogramma dat zich vooral richt op kleuters. De serie draait vooral om de personages Mickey, Minnie, Donald, Katrien, Goofy en Pluto. Elke aflevering krijgen de vrienden te maken met problemen, die ze dan vervolgens (deels) met behulp van het "Muisdoeding" oplossen. De serie ging in première om 6:30 a.m. ET/PT tijd op 13 mei 2006 op Disney Channel's Playhouse Disney blok in de Verenigde Staten.
De serie werd bedacht door Bobs Gannaway, die ook de bedenker is van onder meer de serie Jake en de Nooitgedachtland Piraten en de films Secret of the Wings, The Pirate Fairy en Planes: Fire & Rescue. De serie liep van 2006 tot 2016 en telde vier seizoenen en 125 afleveringen.

## Mickey Mouse Clubhouse+ (2025)
De nieuwe serie begon op 21 Juli 2025 & wordt op 22 Juli 2025 gelanceerd op Disney+

## Stemmen (2025)
| Nederlandse stem | Engelse Stem    | Rol                     |
| ---------------- | --------------- | ----------------------- |
| Mark Omvlee      | Bret Iwan       | Mickey Mouse            |
| Melise de Winter | Kaitlyn Robrock | Minnie Mouse            |
| Kim van Zeben    | Tony Anselmo    | Donald Duck (personage) |

## Stemmen (2006-2016 Originele Serie)
| Nederlandse stem                      | Engelse stem (origineel) | Rol                              |
| ------------------------------------- | ------------------------ | -------------------------------- |
| Mark Omvlee                           | Wayne Allwine Bret Iwan  | Mickey Mouse                     |
| Melise de Winter                      | Russi Taylor             | Minnie Mouse                     |
| Anita Blanker                         | Tony Anselmo             | Donald Duck                      |
| Laura Vlasblom                        | Tress MacNeille          | Katrien Duck                     |
| Stan Limburg                          | Bill Farmer              | Goofy                            |
| Reinder van der Naalt                 | Bill Farmer              | Pluto                            |
| Lucie de Lange Marloes van den Heuvel | April Winchell           | Clarabella Koe                   |
| Jan Anne Drenth Marcel Jonker         | Jim Cummings             | Boris Boef                       |
| Olaf Wijnants                         | Tress MacNeille          | Knabbel                          |
| Olaf Wijnants                         | Corey Burton             | Babbel                           |
| Reinder van der Naalt                 | Corey Burton             | Professor Ludwig von Drakenstein |
| Hero Muller                           | Will Ryan                | Willie de reus                   |
| Dieter Jansen                         | Frank Welker             | Butch de bulldog                 |